# Firestone Indy 200 2008
Firestone Indy 200 2008 var ett race som var den tolfte deltävlingen i IndyCar Series 2008. Racet kördes den 12 juli på Nashville Superspeedway. Scott Dixon tog sin fjärde seger för säsongen, efter att ha missat att komma in i depån i samband med en gulflagg, stannat ute och lett fältet, tills regn började falla över banan och tävlingen stoppades. Teamkollegan Dan Wheldon hade gjort samma sak, fast avsiktligt, och Chip Ganassi Racing tog därmed sin första dubbelseger för säsongen. Ingen av förarna hade tagit sig i mål med bränslet de hade i tanken, så bägge hade tur med väderleken. Hélio Castroneves blev trea, medan Tony Kanaan tog sig i mål som fyra.

## Slutresultat
| Plats | Förare            | Team                     | Grid | Snitt  |
| ----- | ----------------- | ------------------------ | ---- | ------ |
| 1     | Scott Dixon       | Chip Ganassi Racing      | 5    | 23,027 |
| 2     | Dan Wheldon       | Chip Ganassi Racing      | 6    | 23,045 |
| 3     | Hélio Castroneves | Team Penske              | 1    | 22,883 |
| 4     | Tony Kanaan       | Andretti Green Racing    | 7    | 23,074 |
| 5     | Danica Patrick    | Andretti Green Racing    | 2    | 23,016 |
| 6     | Vitor Meira       | Panther Racing           | 15   | 23,207 |
| 7     | Buddy Rice        | Dreyer & Reinbold Racing | 12   | 23,145 |
| 8     | Ed Carpenter      | Vision Racing            | 8    | 23,084 |
| 9     | Darren Manning    | A.J. Foyt Enterprises    | 18   | 23,263 |
| 10    | Mário Moraes      | Dale Coyne Racing        | 20   | 23,396 |
| 11    | Will Power        | KV Racing Technology     | 14   | 23,181 |
| 12    | Graham Rahal      | Newman/Haas Racing       | 10   | 23,104 |
| 13    | Marty Roth        | Roth Racing              | 21   | 23,398 |
| 14    | Hideki Mutoh      | Andretti Green Racing    | 3    | 23,018 |
| 15    | Bruno Junqueira   | Dale Coyne Racing        | 23   | 23,440 |
| 16    | Oriol Servià      | KV Racing Technology     | 17   | 23,232 |
| 17    | Milka Duno        | Dreyer & Reinbold Racing | 16   | 23,218 |
| 18    | Justin Wilson     | Newman/Haas Racing       | 13   | 23,168 |
| 19    | Ryan Hunter-Reay  | Rahal Letterman Racing   | 4    | 23,019 |
| 20    | Enrique Bernoldi  | Conquest Racing          | 19   | 23,265 |
| 21    | Jaime Câmara      | Conquest Racing          | 24   | 23,498 |
| 22    | A.J. Foyt IV      | Vision Racing            | 22   | 23,418 |
| 23    | Ryan Briscoe      | Team Penske              | 9    | 23,089 |
| 24    | Marco Andretti    | Andretti Green Racing    | 11   | 23,143 |